# Onna bakari no yoru
Onna bakari no yoru (女ばかりの夜, Noies de la nit) és una pel·lícula japonesa dirigida per Kinuyo Tanaka amb un argument basat en un llibre de Masako Yana, i estrenada el 1961.

## Sinopsi
A finals de la dècada de 1950, les lleis contra la prostitució van sancionar el tancament dels prostíbuls al Japó. La Sra Nogami és la directora d'un centre de reinserció d'antigues prostitutes on tota una galeria de dones de tota mena. Entre aquests, la jove Kuniko està especialment motivada per trobar el seu lloc a la societat japonesa. Amb l'ajuda de la Sra Nogami, aconsegueix una feina en una botiga de queviures a Tòquio. Si al principi tot va bé, tot canvia des del moment en què es descobreix la seva condició d'antiga prostituta. Aleshores pateix hostilitat i sospita de la dona del botiguer, així com les sol·licituds dels habituals de la botiga. Kuniko deixa la seva feina i torna al centre.
Després d'una altra desafortunada experiència a la fàbrica Murata, la Kuniko finalment troba un lloc on és acceptada en un viver de roses dirigit per la Sra. Shima. Tsukasa, el jardiner del viver la pren sota la seva protecció, ensenyant-li l'ofici, i s'enamora d'ella. Tsukasa està decidit a casar-se amb la Kuniko. Però la seva família d'origen noble s'oposa violentament a aquesta unió, i l'antic proxeneta de Kuniko l'acaba trobant. De nou, la Kuniko decideix fugir.

## Repartiment
- Chisako Hara: Kuniko Sugimoto, dona de centre
- Akemi Kita: Chieko, dona del centre, amiga de Kuniko
- Chieko Naniwa: Kameju, dona del centre
- Chieko Seki: Oyuki, dona del centre
- Misako Tominaga: Yoshimi Kamikura, dona al centre amagada
- Kazue Tagami: Matsuko, dona del centre
- Yuki Aresa: Tomeko, dona del centre
- Noriko Sengoku: Shizuka, dona del centre
- Fumiko Okamura: Okada, dona de centre
- Masumi Harukawa: Harada, dona de centre
- Chikage Awashima: Sra. Nogami, directora del centre de rehabilitació
- Sadako Sawamura: Dr. Kitamura, empleada del centre
- Kokinji Katsura: Tatsukichi Takagi, el botiguer
- Chieko Nakakita: Yoshi Takagi, la seva dona
- Kin Sugai: capataz de la fàbrica Murata
- Yōsuke Natsuki: Tsukasa Hayakawa, jardinera del viver
- Kyōko Kagawa: Sra. Shima, propietaria del viver
- Akihiko Hirata: Senyor Shima, el seu marit
- Hisaya Itō: antic proxeneta de Kuniko

## Al voltant de la pel·lícula
Ayako Saito assenyala al llibre Tanaka Kinuyo: Nation, Stardom and Female Subjectivity, que el final de la pel·lícula difereix del de la novel·la Michi aredo de Masako Yana de la qual és el adaptació. A la novel·la, l'heroïna Kuniko acaba tornant al carrer prostituint-se. Kinuyo Tanaka i Sumie Tanaka volien un final menys pessimista per a la pel·lícula, l'últim pla mostra en Kuniko exercint la professió d'ama (pescadora sota el mar en apnea)